# Kreator
Kreator ist eine deutsche Thrash-Metal-Band, die 1982 als Tyrant in Essen gegründet wurde, benannt nach einem Song auf dem Album Sad Wings of Destiny von Judas Priest. Die Band ist eine der bekanntesten und ältesten deutschen Bands in diesem Genre. Zusammen mit den Bands Destruction und Sodom bilden Kreator das so genannte Dreigestirn des deutschen Thrash Metal. Bis heute hat die Band weltweit über zwei Millionen Alben verkauft. Der Name leitet sich vom Lateinischen creator (‚Schöpfer‘) ab, Miland „Mille“ Petrozzas Geschichtslehrer erzählte diesem jedoch nach der Veröffentlichung der Debüt-LP, der Name stamme von einem nordischen Waldtroll aus der Edda. Darauf ist zurückzuführen, dass Petrozza den Namen der Band auf einen Dämon der deutschen Mythologie bezog, bis er Jahre später die Edda las und darin keine Gestalt namens Kreator entdeckte.
In den 1980er Jahren trug sie zur Verbreitung dieser Stilrichtung in Deutschland bei und gelangte auch im Ausland zu Popularität in der Szene. Die 1990er Jahre waren von zahlreichen musikalischen Experimenten geprägt, die bei den Fans nicht immer auf Gegenliebe stießen. Im neuen Jahrtausend kehrte die Band zu ihren musikalischen Wurzeln zurück.
Seit vielen Jahren befindet sich der Bandproberaum von Kreator im Keller des Kulturzentrums Zeche Carl in Essen, ein beliebter Treffpunkt von Band-Gründer Mille Petrozza seit den Jugendtagen in den frühen 1980er Jahren. Außerdem dient der Proberaum der Band als Tonstudio und Lager.

## Geschichte

### Die 1980er Jahre
Die Wurzeln der Band gehen auf eine 1982 unter dem Namen Tyrant gegründete Schülerband zurück, zu deren Besetzung der Sänger und Gitarrist Miland „Mille“ Petrozza, der Bassist Rob Fioretti und der Schlagzeuger Jürgen „Ventor“ Reil gehörten. Im Jahr 1983 wurde unter dem Bandnamen Tormentor das erste Demo Blitzkrieg veröffentlicht. Dieses und das zweite Demo End of the World brachten der Band einen Plattenvertrag bei dem deutschen Independent-Label Noise Records ein. Wenig später änderte die Band ihren Namen zu Kreator. Drei der vier Stücke von End of the World wurden für das 1985 veröffentlichte Debütalbum Endless Pain neu aufgenommen. Aufgenommen wurde das Album in zehn Tagen.
Aufgrund der unerwartet guten Verkaufszahlen des Debüts spielte die Band auf Drängen ihrer Plattenfirma in nur zwei Monaten das zweite Album Pleasure to Kill ein. Mit Jörg Trzebiatowski präsentierte die Band einen neuen Gitarristen, mit dem sie erstmals auf Tournee gingen. Begleitet wurde die Band von Destruction und Rage. Außerdem begaben sich Kreator nach Veröffentlichung des zweiten Albums Pleasure to Kill von 1986 auf Initiative von Plattenfirmenchef Karl-Ulrich Walterbach von Noise Records zusammen mit Voivod erstmals auf Clubtour durch die Vereinigten Staaten. Am Ende des Jahres erschien die EP Flag of Hate.
Mit ihrem 1987 veröffentlichten dritten Album Terrible Certainty fanden Kreator zu ihrem eigenen Stil und die Popularität der Band wuchs weiter. Kreator spielten mit Celtic Frost in Europa und mit D.R.I. in Nordamerika. 1988 unterzeichneten Kreator einen Vertrag mit dem Major-Label Epic Records, das sich fortan um den Vertrieb in Nordamerika kümmerte. Ein Jahr später wurde Extreme Aggression veröffentlicht. Das Album wurde zunächst in Berlin unter der Regie von Randy Burns (u. a. Megadeth) eingespielt. Aufgrund diverser Schwierigkeiten wurde es aber in Los Angeles vollendet. Das Musikvideo für das Lied Betrayer, das an der Akropolis in Athen aufgenommen wurde, erhielt viel Airplay bei Headbangers Ball. Jörg Trzebiatowski verließ nach der Europatournee mit Raven die Band und wurde durch den ehemaligen Sodom-Gitarristen Frank „Blackfire“ Gosdzik ersetzt. Es folgte die erste Headlinertournee durch Nordamerika mit den Suicidal Tendencies. Im selben Jahr drehte der Regisseur Thomas Schadt den Dokumentarfilm Thrash Altenessen, der seinen Fokus auf die sozialen Aspekte des Thrash Metal legt.

### Die 1990er Jahre
1990 spielten sie mit Sabbat, Coroner und Tankard auf dem Noise-Festival, dem ersten Metal-Festival in der DDR mit Bands aus nichtsozialistischen Ländern. Auf dem von mehr als 7000 Fans besuchten Festival wurde das Video Extreme Aggression Tour 1989/1990 aufgenommen. Später wurde das Video unter dem Titel At the Pulse of Kapitulation auf DVD veröffentlicht. Noise Records schickte die Band schnell wieder ins Studio, um ein neues Album aufzunehmen. Das Ergebnis hieß Coma of Souls und erschien im Oktober 1990. Stilistisch unterscheidet sich das Werk nur wenig von seinem Vorgänger und war durch den Hit People of the Lie auch ähnlich erfolgreich. Erstmals spielten Kreator Konzerte in Südamerika.
Anfang der 1990er Jahre befand sich die Thrash-Metal-Szene in einem Umbruch. Während Bands wie Metallica, Megadeth oder Anthrax in eine kommerziellere Richtung tendierten, experimentierten Kreator mit Elementen des Hardcore und des Industrial Metals. Das Album Renewal aus dem Jahre 1992, das von Tom Morris (u. a. Sepultura) produziert wurde, stieß nur auf geringe Akzeptanz von Seiten der Fans, obwohl die Kritiken zwar unterschiedlich, aber insgesamt relativ positiv ausfielen. Für das Titellied drehte die Band in Israel ein Musikvideo. Kreator tourten 1993 mit Biohazard durch Nordamerika und Europa. Danach legten sie eine Pause ein.
In der Zwischenzeit wechselte die Band von Noise zum Label Gun Records. Der Vertrag mit Epic Records wurde nicht verlängert. Jürgen Reil und Rob Fioretti verließen die Band und wurden durch Christian „Speesy“ Giesler (Bass) und Joe Cangelosi (Schlagzeug, ex-Whiplash) ersetzt. Mit Cause for Conflict veröffentlichte die Band 1995 ein relativ modernes Album, auf dem Einflüsse von Pantera oder Machine Head hörbar sind. Beim 1997 erschienenen achten Studioalbum Outcast, auf dem erstmals der ehemalige Coroner-Gitarrist Tommy Vetterli und Rückkehrer Reil zu hören sind, gingen die Meinungen der Presse und der Fans weit auseinander. Kreator gingen mit Dimmu Borgir, Krisiun und Richthofen auf Europatournee. In der Zwischenzeit veröffentlichte Noise Records mit Scenarios of Violence ein Best-of-Album.
Das 1999 veröffentlichte Album Endorama war das experimentellste Werk der Bandgeschichte. Das Tempo wurde gedrosselt, die Band näherte sich stilistisch ein wenig dem Symphonic Metal. Beim Titellied ist der Lacrimosa-Sänger Tilo Wolff zu hören. Trotz guter Kritiken kam auch das Album bei den Fans nicht gut an. Die Band war an einem Tiefpunkt angelangt, auch wenn Sänger Mille Petrozza sich nur wenig beeindruckt zeigte:

“For us, success doesn’t define in record sales. So all our albums have been successful for us, because we’ve achieved what we were aiming for...”

„Wir definieren Erfolg nicht mit Verkaufszahlen. Daher sind alle Alben für uns ein Erfolg, weil wir das erreichten, was wir uns vorgenommen haben …“

Ende der 1990er Jahre erschienen mit Voices of Transgressions und Past Life Trauma zwei weitere Kompilationen.

### Die 2000er Jahre

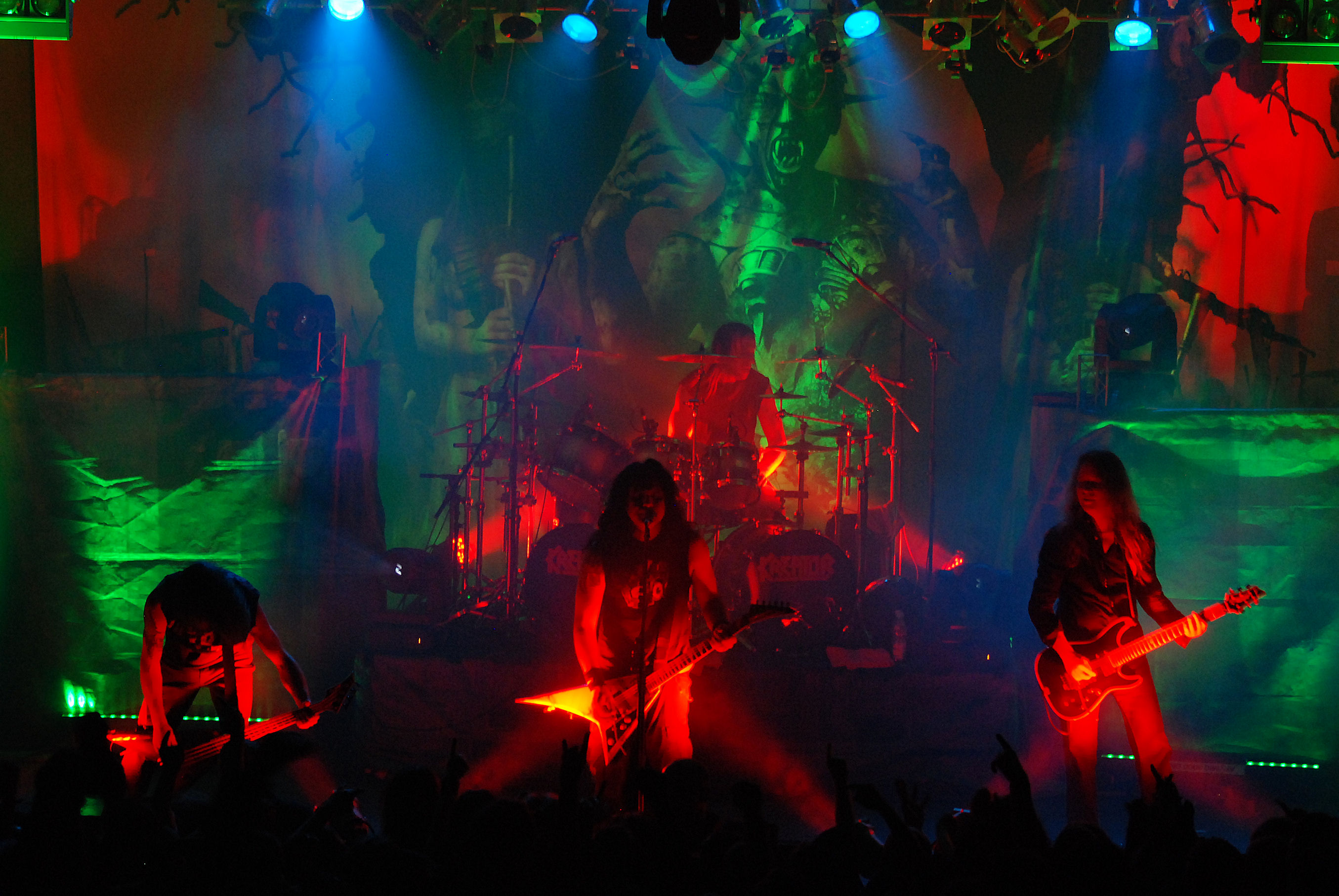
Auftritt in Krakau am 18. Februar 2009

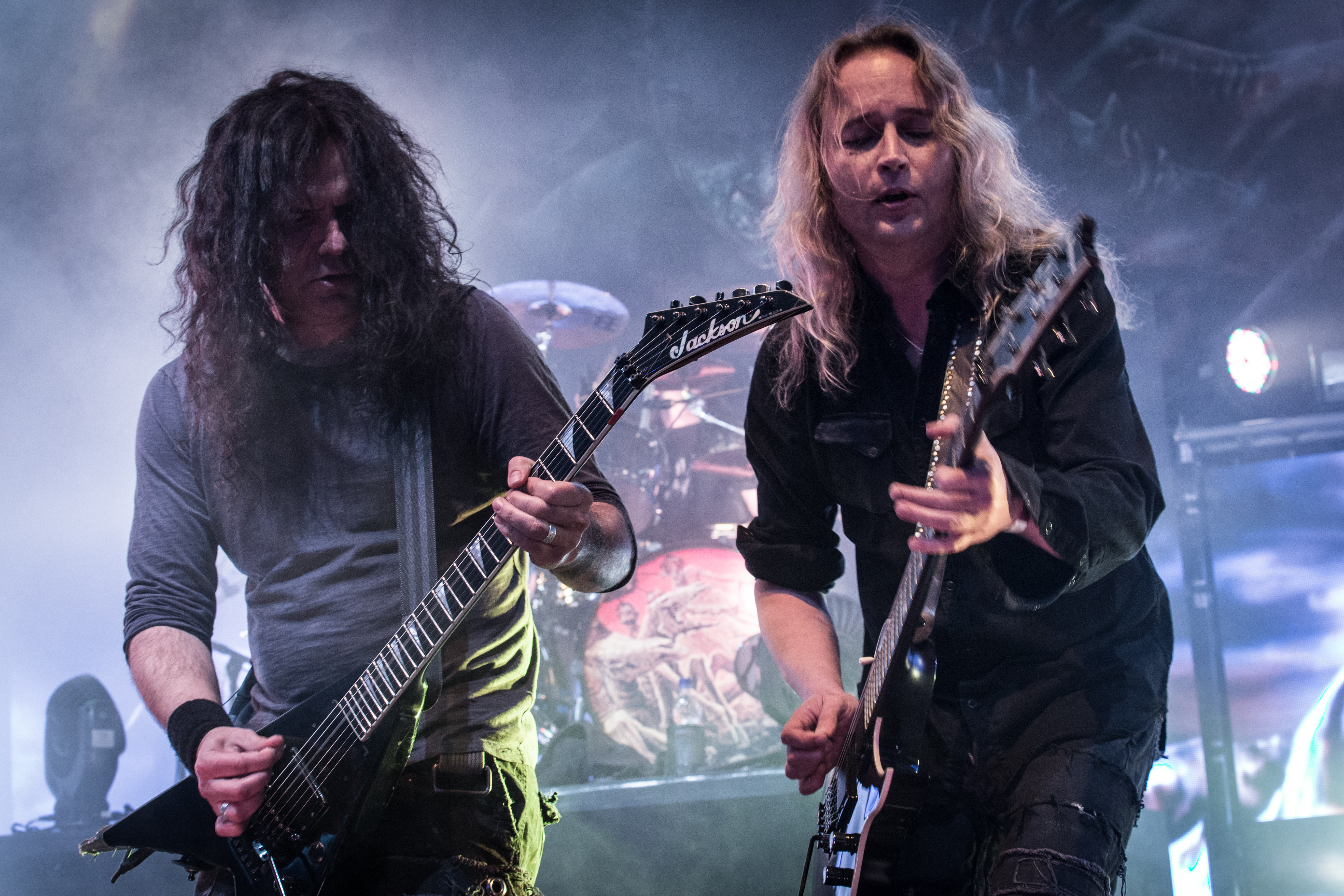
Kreator auf dem Rock Hard Festival 2015

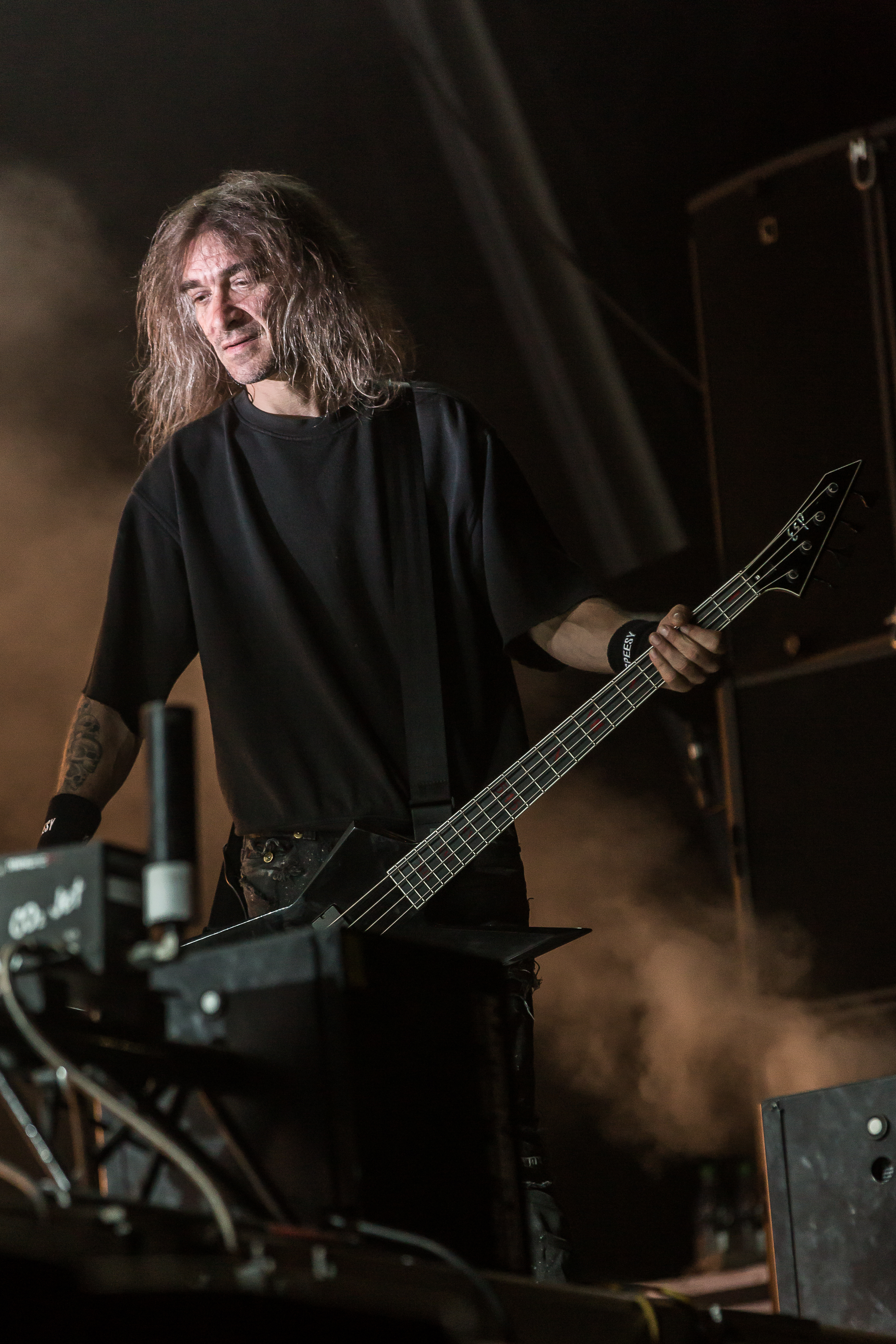
Bassist Christian Giesler feierte auf dem Rockharz 2018 seinen Geburtstag.

Kreator unterzeichneten einen neuen Vertrag mit SPV. Gleichzeitig trennte sich die Band von Tommy Vetterli und holte den ehemaligen Waltari-Gitarristen Sami Yli-Sirniö als Ersatz. Musikalisch kehrten Kreator mit ihrem zehnten Studioalbum Violent Revolution zu ihren musikalischen Wurzeln zurück, fügten allerdings Elemente des Melodic Death Metals hinzu. Mit glänzenden Kritiken im Rücken konnten sich Kreator wieder im Kreis der führenden Thrash-Metal-Bands etablieren. Nach einer Tour mit Cannibal Corpse folgte im Herbst 2001 unter dem Motto „Hell comes to your town Part 2“ eine Tournee mit Destruction und Sodom, bei dem die drei Bands auf jedem Konzert in unterschiedlicher Reihenfolge auftraten.
Während der Tourneen wurden viele Konzerte mitgeschnitten und 2003 unter dem Titel Live Kreation als CD bzw. Live Kreation: Revisioned Glory als DVD veröffentlicht. Im selben Jahr trat die Band beim Rock Hard Festival auf und begab sich mit Nile, Vader und Amon Amarth auf eine Nordamerikatournee. Danach kehrte die Band ins Studio zurück, um ihr elftes Album Enemy of God aufzunehmen, das im Januar 2005 erschien. Produziert von Andy Sneap setzte Enemy of God den mit Violent Revolution eingeschlagenen Kurs weiter fort und wurde wie sein Vorgänger mit sehr guten Kritiken bedacht.
In einem Interview erklärte Petrozza, dass der Albumtitel von George W. Bush und Osama bin Laden inspiriert wurde. Petrozza hatte im TV gesehen, wie sich beide gegenseitig als Feind Gottes bezeichnet haben. Kreator gingen mit Dark Tranquillity, Ektomorf und Hatesphere auf Europatournee. Es folgte eine Rundreise durch Nordamerika mit Vader und Pro-Pain, nachdem die eigentlich eingeplanten Death Angel absagen mussten. Am 3. Juni 2005 spielten Kreator als erste ausländische Band bei einem Festival in Casablanca (Marokko). Im Februar 2006 folgte eine weitere US-Tournee mit Napalm Death, Undying und A Perfect Murder. Während des Sommers spielten Kreator auf diversen Festivals in Europa, u. a. dem Summer Breeze.
SPV veröffentlichte im Oktober 2006 die CD/DVD Enemy of God: Revisited, auf der das Album im 5.1-Mix sowie Videoaufnahmen des Auftritts auf dem Wacken Open Air 2005 zu finden sind. 2008 fand ein weiterer Auftritt auf dem Wacken Open Air statt. Im April 2007 wurden das Album Live Kreation wegen der Lieder Extreme Aggressions, Pleasure to Kill, Riot of Violence, Lost, Terror Zone, Awakening of the Gods, Flag of Hate und Tormentor indiziert. Laut Petrozza basierte die Indizierung auf den gewalttätigen Texten, von denen einige „mittlerweile schon 20 Jahre alt“ sind.
Das folgende Album hieß Hordes of Chaos und erschien am 13. Januar 2009. Die Band wählte mit Moses Schneider absichtlich einen Produzenten, der nicht der Metal-Szene entstammte und eine andere Herangehensweise an den Tag legte. Im November 2010 spielten Kreator während der Thrashfest-Tour gemeinsam mit Exodus, Death Angel und Suicidal Angels. Dort verkündeten sie zudem, dass es 2011 vorerst keine Touren geben wird und kündigten für 2012 ein neues Studioalbum an.

### Die 2010er Jahre
Nachdem Kreators bisherige Plattenfirma SPV Insolvenz anmelden musste, wechselte die Band zu Nuclear Blast Records. Für das 13. Studioalbum Phantom Antichrist verpflichtete die Band den Schweden Jens Borgren als Produzenten. Das Album wurde am 1. Juni 2012 veröffentlicht und erreichte Platz fünf der deutschen Albumcharts. Daraufhin tourte die Band mit Morbid Angel, Nile und Fueled by Fire durch Europa. Es schloss sich eine Tour mit Overkill und Warbringer durch Nordamerika an. Mit Death Angel tourte die Band in Australien. Im Winter 2014 folgte eine Europatour mit Arch Enemy, Sodom und Vader. Danach begannen die Arbeiten zum neuen Album Gods of Violence, das am 27. Januar 2017 erschien. Mit ihrem mittlerweile 14. Studioalbum erreichten Kreator erstmals Platz eins der deutschen Albumcharts. Im Februar und März 2017 folgte schließlich eine weitere Europatour diesmal mit Sepultura, Soilwork und Aborted als Vorbands.
Am 25. April 2017 traten Kreator mit dem Song Satan is real in der letzten Staffel der Pro 7-Sendung Circus Halligalli mit Joko Winterscheidt und Klaas Heufer-Umlauf auf. Als Ersatz für den aus der Band ausgestiegenen Christian „Speesy“ Giesler wurde im September 2019 Frédéric Leclercq (Ex-DragonForce) als neuer Bassist vorgestellt.

### Die 2020er Jahre
Im Februar 2021 veröffentlichen Kreator eine Vinyl-Box mit den ersten sechs Alben bei Noise Records unter dem Titel Under the Guillotine. Am 10. Juni 2022 erscheint das Album Hate über alles. Inspiriert von dem Mystery-/Horrorfilm Midsommar schrieb Kreator den Song Midnight Sun, zu dem unter der Regie von Tom Schlagkamp und mit Duett-Sängerin Sofia Portanet in der Hauptrolle ein inhaltlich an den Film angelehnter Videoclip gedreht wurde. Im Frühjahr 2023 folgte die State of Unrest Tour, eine Co-Headlinertournee durch Europa mit Lamb of God und der Vorgruppe Municipal Waste.

## Stil
Auf dem ersten Demo Blitzkrieg war der Stil der Band „noch mehr NWOBHM-lastig und am Speed Metal orientiert“, während auf dem Nachfolger End of the World „der Thrash das Zepter übernommen“ hat. Das Debütalbum Endless Pain ist noch von Slayer beeinflusst und gilt als „Meilenstein des Thrash Metals“ und Inspirationsquelle zahlreicher Death- und Black-Metal-Formationen. Der Produzent Horst Müller wollte Kreator laut Petrozza „unbedingt als Black Metal Band [sic.] abstempeln […], weil er kurz vorher Sodom produziert hatte. Er mischte die Vocals deshalb mit einer Unmenge an Effekten ab, und der Schuß ging leider nach hinten los.“ Beim Debütalbum wurden die Texte nicht abgedruckt, da sie laut Petrozza „wirklich nicht gut“ waren. Beim Nachfolger Pleasure to Kill wurden sie nicht abgedruckt, da „es bei einer US-Veröffentlichung wegen ihrer Brutalität eventuell Schwierigkeiten geben könnte“. Die Texte seien jedoch nicht klischeehaft brutal, Kreator sei „nicht eine der Bands, die lautstark Brutalität propagiert. Die in unseren Texten verarbeitete Gewalt hat einen realen Hintergrund; reale Gewalt also, Verbrechen, Quälereien, Dinge, die wirklich passieren.“ Die Band habe mit Gewaltverherrlichung nichts zu tun, und er wolle die Texte der Band „auch nicht als Gewaltverherrlichung verstanden wissen“. Er gab jedoch an, dass Thrash Metal „unbestritten die brutalste Musikrichtung“ sei und „brutale Texte am besten zu dieser Art Musik passen; zumindest besser als Friede-Freude-Eierkuchen-Lyrics“. Zu den Haupteinflüssen bei Pleasure to Kill zählten Slayers Hell Awaits und Seven Churches von Possessed. Es wurde von Harris Johns (u. a. Helloween, Voivod) produziert und gilt als Klassiker des Thrash Metal.
Mit der Zeit wandelte Petrozza die Texte mehr in eine sozialkritische Richtung, weil er laut eigener Aussage keine Lust mehr hatte, über „reitende Leichen und so“ zu singen. So behandelt Europe After the Rain beispielsweise das Problem des organisierten Rechtsextremismus und auf dem Album Enemy of God beziehen sich einige Texte auf die Terroranschläge am 11. September 2001. Auf dem Album Gods of Violence richtet sich speziell der Song Side by Side gegen Homophobie im Metal.
In den 1990er-Jahren echauffierten sich viele Metaller darüber, „wie sich eine Thrash Metal-Band überhaupt erdreisten konnte, neue Einflüsse zuzulassen“; kurz darauf kamen Bands wie Machine Head und Sepultura „und haben ähnliches gemacht, stellenweise die gleichen Samples benutzt. Die wurden dann überall als die absoluten Innovatoren abgefeiert.“ Nach Ventors Rückkehr zur Band und der Aufnahme von Tommy Vetterli entstanden mit Outcast und Endorama „musikalisch ambitionierte, aber erneut polarisierende Alben“; Christian „Speesy“ Giesler bezeichnete Vetterli zwar als „Ausnahmegitarrist[en]“, aber vielleicht habe er „uns zu sehr seinen Stempel aufgedrückt. Ich habe ihn mal gefragt, ob er nun bei Kreator eingestiegen wäre oder wir bei einer neuen Version von Coroner. Auf die Antwort warte ich bis heute.“

## Diskografie
Studioalben

| Jahr | Titel Musiklabel                                                        | Höchstplatzierung, Gesamtwochen, AuszeichnungChartplatzierungen (Jahr, Titel, Musiklabel, Platzierungen, Wochen, Auszeichnungen, Anmerkungen) | Höchstplatzierung, Gesamtwochen, AuszeichnungChartplatzierungen (Jahr, Titel, Musiklabel, Platzierungen, Wochen, Auszeichnungen, Anmerkungen) | Höchstplatzierung, Gesamtwochen, AuszeichnungChartplatzierungen (Jahr, Titel, Musiklabel, Platzierungen, Wochen, Auszeichnungen, Anmerkungen) | Höchstplatzierung, Gesamtwochen, AuszeichnungChartplatzierungen (Jahr, Titel, Musiklabel, Platzierungen, Wochen, Auszeichnungen, Anmerkungen) | Höchstplatzierung, Gesamtwochen, AuszeichnungChartplatzierungen (Jahr, Titel, Musiklabel, Platzierungen, Wochen, Auszeichnungen, Anmerkungen) | Anmerkungen                              |
| Jahr | Titel Musiklabel                                                        | DE | AT | CH | UK | US | Anmerkungen                              |
| ---- | ----------------------------------------------------------------------- | --- | --- | --- | --- | --- | ---------------------------------------- |
| 1985 | Endless Pain Noise Records (SPV)                                        | — | — | — | — | — | Erstveröffentlichung: Oktober 1985       |
| 1986 | Pleasure to Kill auch bekannt als: After the Attack Noise Records (SPV) | DE99 (1 Wo.)DE | — | — | — | — | Erstveröffentlichung: April 1986         |
| 1987 | Terrible Certainty Noise Records (SPV)                                  | — | — | — | — | — | Erstveröffentlichung: 22. September 1987 |
| 1989 | Extreme Aggression Noise Records (SPV)                                  | DE90 (1 Wo.)DE | — | — | — | — | Erstveröffentlichung: 19. Juni 1989      |
| 1990 | Coma of Souls Noise Records (SPV)                                       | DE83 (1 Wo.)DE | — | — | — | — | Erstveröffentlichung: 19. Oktober 1990   |
| 1992 | Renewal Noise Records (SPV)                                             | — | — | — | — | — | Erstveröffentlichung: 25. Oktober 1992   |
| 1995 | Cause for Conflict Gun Records (BMG Ariola)                             | DE48 (9 Wo.)DE | — | — | — | — | Erstveröffentlichung: Juli 1995          |
| 1997 | Outcast Gun Records (BMG Ariola)                                        | DE91 (1 Wo.)DE | — | — | — | — | Erstveröffentlichung: 23. Juni 1997      |
| 1999 | Endorama Drakkar Entertainment (BMG Ariola)                             | DE6 a (2 Wo.)DE | — | — | — | — | Erstveröffentlichung: 29. März 1999      |
| 2001 | Violent Revolution Steamhammer (SPV)                                    | DE21 b (2 Wo.)DE | — | — | — | — | Erstveröffentlichung: 24. September 2001 |
| 2005 | Enemy of God Steamhammer (SPV)                                          | DE19 (3 Wo.)DE | AT45 (2 Wo.)AT | — | — | — | Erstveröffentlichung: 11. Januar 2005    |
| 2009 | Hordes of Chaos Steamhammer (SPV)                                       | DE16 (10 Wo.)DE | AT33 (2 Wo.)AT | CH57 (1 Wo.)CH | — | US165 (1 Wo.)US | Erstveröffentlichung: 13. Januar 2009    |
| 2012 | Phantom Antichrist Nuclear Blast (WMG)                                  | DE5 (6 Wo.)DE | AT31 (3 Wo.)AT | CH22 (2 Wo.)CH | — | US130 (1 Wo.)US | Erstveröffentlichung: 1. Juni 2012       |
| 2017 | Gods of Violence Nuclear Blast (WMG)                                    | DE1 (6 Wo.)DE | AT4 (5 Wo.)AT | CH13 (4 Wo.)CH | UK72 (1 Wo.)UK | US118 (1 Wo.)US | Erstveröffentlichung: 27. Januar 2017    |
| 2022 | Hate über alles Nuclear Blast (RTD)                                     | DE2 (6 Wo.)DE | AT6 (1 Wo.)AT | CH7 (2 Wo.)CH | — | — | Erstveröffentlichung: 10. Juni 2022      |

## Dokumentationen
- 1989: "Trash, Altenessen – Ein Film aus dem Ruhrpott", Kamera & Regie: Thomas Schadt, Sprecher: Christian Brückner
- 2022: "Total Thrash – The Teutonic Story", Regie: Daniel Hofmann[34][35]